# Бойса, Владимир
Владимир Бойса (груз. ვლადიმერ ბოისა; род. 4 июля 1981, Рустави) — грузинский баскетболист и функционер. С 2013 года является вице-президентом Федерации баскетбола Грузии.

## Профессиональная карьера
Самые успешные годы своей карьеры Бойса провёл в Словении, где четыре сезона играл за «Олимпию» из Любляны. В последнем сезоне выступления за клуб он выступил в Евролиге, где средние показатели грузинского спортсмена составили 15,8 очка (6,3 с подбора). Ему удалось набрать 28 очков против «Маккаби Тель-Авив» в том сезоне, что является самым высоким показателем, который он когда-либо набирал на соревнованиях.
Позже он переехал в Италию и присоединился к клубу «Сиена» в 2005 году.
Затем он переехал в Грецию в клуб «Арис», где набирал в среднем 4,1 очка (2,5 на подборах) в греческой баскетбольной лиге.
В сезоне 2008/2009 перешёл в «Менорку» из испанской лиги. При игре за клуб он набирал в среднем 4 очка (2 на подборах) за 18 минут игрового времени. Он покинул клуб в феврале 2009 года.
Бойса вернулся в «Олимпию» в 2010 году, проведя за клуб один сезон.
В 2012 году Бойса снова переехал в Грецию и стал играть за клуб «Панионис». Его последним клубом был «Армия», выступающий в грузинской Суперлиге.
В 2013 году он покинул клуб и завершил карьеру.

## Сборная
Владимир Бойса выступал за сборную Грузии. Он был одним из членов команды, которая выиграла дивизион B Евробаскета в 2009 году.
Бойса также участвовал со своей национальной сборной на чемпионате Европы 2011 года, набирая в среднем 2,6 очка за игру.

## Личная жизнь
Бойса женат на словенке и имеет двоих детей: мальчика по имени Лиан и дочь по имени Ная.
Брат Владимира Анатолий тоже баскетболист. Братья вместе выступали за Грузию в Евробаскете в 2011 году.